# Bandiera dell'Alaska
La bandiera dell'Alaska ha uno sfondo blu che simboleggia sia il cielo sia il nontiscordardimé, fiore simbolo dello Stato. Nell'angolo superiore sul battente è disegnata la Stella Polare, a rappresentare il futuro dello Stato, il più settentrionale degli USA (in inglese la Stella Polare è infatti anche chiamata Stella del nord - North Star). Le stelle più piccole in basso rappresentano invece il Grande Carro, della costellazione dell'Orsa maggiore, e sono simbolo di forza.
L'attuale bandiera fu scelta nel 1927 tra le 142 proposte avanzate ed è opera di uno studente tredicenne, Benny Benson.